# Melltorp
Melltorp är en bebyggelse öster om Hyssna i Hyssna socken i Marks kommun. Från 2015 avgränsar SCB här en småort.